# Abierto Mexicano de Tenis 2013 - Qualificazioni singolare femminile
Le qualificazioni del singolare femminile dell'Abierto Mexicano de Tenis 2013 sono state un torneo di tennis preliminare per accedere alla fase finale della manifestazione. I vincitori dell'ultimo turno sono entrati di diritto nel tabellone principale. In caso di ritiro di uno o più giocatori aventi diritto a questi sono subentrati i lucky loser, ossia i giocatori che hanno perso nell'ultimo turno ma che avevano una classifica più alta rispetto agli altri partecipanti che avevano comunque perso nel turno finale.

## Giocatrici

### Teste di serie
1. Sharon Fichman (ultimo turno, Lucky Loser)
2. Eugenie Bouchard (Qualificata)
3. Irina Falconi (primo turno)
4. Yvonne Meusberger (ultimo turno)

1. Mariana Duque Mariño (ultimo turno)
2. Stéphanie Dubois (secondo turno)
3. Nastassja Burnett (secondo turno)
4. Johanna Konta (secondo turno)

### Qualificate
1. Catalina Castaño
2. Eugenie Bouchard

1. María José Martínez Sánchez
2. Grace Min

## Tabellone qualificazioni

### 1ª sezione
|  | Primo turno            | Primo turno            | Primo turno      | Primo turno | Primo turno |  |  | Secondo turno | Secondo turno          | Secondo turno          | Secondo turno    | Secondo turno    |   |   | Ultimo turno | Ultimo turno   | Ultimo turno   | Ultimo turno | Ultimo turno |  |
|  |                        |                        |                  |             |             |  |  |               |                        |                        |                  |                  |   |   |              |                |                |              |              |  |
|  | 1                      | Sharon Fichman         | 7                | 0           |             |  |  |               |                        |                        |                  |                  |   |   |              |                |                |              |              |  |
|  |                        | Ol'ga Savčuk           | 62               | 0           | r           |  |  | 1             | Sharon Fichman         | Sharon Fichman         | 7                | 7                |   |   |              |                |                |              |              |  |
|  | Anastasija Sevastova   | Anastasija Sevastova   | 5                | 6           | 1           |  |  |               | Arantxa Parra Santonja | Arantxa Parra Santonja | 5                | 5                |   |   |              |                |                |              |              |  |
|  | Arantxa Parra Santonja | Arantxa Parra Santonja | 7                | 3           | 6           |  |  |               |                        |                        |                  |                  |   |   | 1            | Sharon Fichman | Sharon Fichman | 1            | 2            |  |
|  | Catalina Castaño       | Catalina Castaño       | Catalina Castaño | 6           | 6           |  |  |               |                        |                        | Catalina Castaño | Catalina Castaño | 6 | 6 |              |                |                |              |              |  |
|  | Laura Thorpe           | Laura Thorpe           | Laura Thorpe     | 0           | 1           |  |  |               | Catalina Castaño       | 4                      | 6                | 6                |   |   |              |                |                |              |              |  |
|  |                        | Amra Sadiković         | Amra Sadiković   | 2           | 0           |  |  | 8             | Johanna Konta          | 6                      | 1                | 2                |   |   |              |                |                |              |              |  |
|  | 8                      | Johanna Konta          | Johanna Konta    | 6           | 6           |  |  |               |                        |                        |                  |                  |   |   |              |                |                |              |              |  |

### 2ª sezione
|  | Primo turno        | Primo turno          | Primo turno          | Primo turno | Primo turno |  |  | Secondo turno | Secondo turno        | Secondo turno        | Secondo turno        | Secondo turno        |   |   | Ultimo turno | Ultimo turno     | Ultimo turno     | Ultimo turno | Ultimo turno |  |
|  |                    |                      |                      |             |             |  |  |               |                      |                      |                      |                      |   |   |              |                  |                  |              |              |  |
|  | 2                  | Eugenie Bouchard     | 6                    | 64          | 7           |  |  |               |                      |                      |                      |                      |   |   |              |                  |                  |              |              |  |
|  | WC                 | Ana Sofía Sánchez    | 2                    | 7           | 5           |  |  | 2             | Eugenie Bouchard     | Eugenie Bouchard     | 6                    | 6                    |   |   |              |                  |                  |              |              |  |
|  | Katarzyna Piter    | Katarzyna Piter      | Katarzyna Piter      | 6           | 6           |  |  |               | Katarzyna Piter      | Katarzyna Piter      | 3                    | 3                    |   |   |              |                  |                  |              |              |  |
|  | Inés Ferrer Suárez | Inés Ferrer Suárez   | Inés Ferrer Suárez   | 2           | 0           |  |  |               |                      |                      |                      |                      |   |   | 2            | Eugenie Bouchard | Eugenie Bouchard | 6            | 6            |  |
|  |                    | Renata Voráčová      | 7                    | 4           | 1r          |  |  |               |                      | 5                    | Mariana Duque Mariño | Mariana Duque Mariño | 3 | 3 |              |                  |                  |              |              |  |
|  | WC                 | Marcela Zacarías     | 65                   | 6           | 4           |  |  | WC            | Marcela Zacarías     | Marcela Zacarías     | 2                    | 0                    |   |   |              |                  |                  |              |              |  |
|  |                    | Elena Bogdan         | Elena Bogdan         | 2           | 2           |  |  | 5             | Mariana Duque Mariño | Mariana Duque Mariño | 6                    | 6                    |   |   |              |                  |                  |              |              |  |
|  | 5                  | Mariana Duque Mariño | Mariana Duque Mariño | 6           | 6           |  |  |               |                      |                      |                      |                      |   |   |              |                  |                  |              |              |  |

### 3ª sezione
|  | Primo turno                 | Primo turno                 | Primo turno                 | Primo turno | Primo turno |  |  | Secondo turno    | Secondo turno               | Secondo turno               | Secondo turno               | Secondo turno               |   |   | Ultimo turno   | Ultimo turno   | Ultimo turno   | Ultimo turno | Ultimo turno |  |
|  |                             |                             |                             |             |             |  |  |                  |                             |                             |                             |                             |   |   |                |                |                |              |              |  |
|  | 3                           | Irina Falconi               | 3                           | 6           | 5           |  |  |                  |                             |                             |                             |                             |   |   |                |                |                |              |              |  |
|  |                             | Kateryna Kozlova            | 6                           | 3           | 7           |  |  | Kateryna Kozlova | Kateryna Kozlova            | 62                          | 6                           | 2                           |   |   |                |                |                |              |              |  |
|  | Aleksandra Krunić           | Aleksandra Krunić           | Aleksandra Krunić           | 4           | 2           |  |  | Laura Pous Tió   | Laura Pous Tió              | 7                           | 1                           | 6                           |   |   |                |                |                |              |              |  |
|  | Laura Pous Tió              | Laura Pous Tió              | Laura Pous Tió              | 6           | 6           |  |  |                  |                             |                             |                             |                             |   |   | Laura Pous Tió | Laura Pous Tió | Laura Pous Tió | 2            | 1            |  |
|  | María José Martínez Sánchez | María José Martínez Sánchez | María José Martínez Sánchez | 6           | 6           |  |  |                  |                             | María José Martínez Sánchez | María José Martínez Sánchez | María José Martínez Sánchez | 6 | 6 |                |                |                |              |              |  |
|  | Corinna Dentoni             | Corinna Dentoni             | Corinna Dentoni             | 4           | 4           |  |  |                  | María José Martínez Sánchez | 7                           | 2                           | 6                           |   |   |                |                |                |              |              |  |
|  |                             | Magda Linette               | 2                           | 7           | 2           |  |  | 7                | Nastassja Burnett           | 5                           | 6                           | 2                           |   |   |                |                |                |              |              |  |
|  | 7                           | Nastassja Burnett           | 6                           | 5           | 6           |  |  |                  |                             |                             |                             |                             |   |   |                |                |                |              |              |  |

### 4ª sezione
|  | Primo turno      | Primo turno        | Primo turno        | Primo turno | Primo turno |  |  | Secondo turno | Secondo turno     | Secondo turno    | Secondo turno | Secondo turno |   |   | Ultimo turno | Ultimo turno      | Ultimo turno | Ultimo turno | Ultimo turno |  |
|  |                  |                    |                    |             |             |  |  |               |                   |                  |               |               |   |   |              |                   |              |              |              |  |
|  | 4                | Yvonne Meusberger  | Yvonne Meusberger  | 6           | 6           |  |  |               |                   |                  |               |               |   |   |              |                   |              |              |              |  |
|  | WC               | Victoria Rodríguez | Victoria Rodríguez | 1           | 2           |  |  | 4             | Yvonne Meusberger | 6                | 4             | 6             |   |   |              |                   |              |              |              |  |
|  | Jill Craybas     | Jill Craybas       | Jill Craybas       | 3           | 6(1)        |  |  |               | Richèl Hogenkamp  | 2                | 6             | 2             |   |   |              |                   |              |              |              |  |
|  | Richèl Hogenkamp | Richèl Hogenkamp   | Richèl Hogenkamp   | 6           | 7           |  |  |               |                   |                  |               |               |   |   | 4            | Yvonne Meusberger | 4            | 6            | 3            |  |
|  | Grace Min        | Grace Min          | Grace Min          | 6           | 7           |  |  |               |                   |                  | Grace Min     | 6             | 3 | 6 |              |                   |              |              |              |  |
|  | Shelby Rogers    | Shelby Rogers      | Shelby Rogers      | 1           | 5           |  |  |               | Grace Min         | Grace Min        | 7             | 6             |   |   |              |                   |              |              |              |  |
|  |                  | Polina Pekhova     | 0                  | 6           | 5           |  |  | 6             | Stéphanie Dubois  | Stéphanie Dubois | 5             | 1             |   |   |              |                   |              |              |              |  |
|  | 6                | Stéphanie Dubois   | 6                  | 4           | 7           |  |  |               |                   |                  |               |               |   |   |              |                   |              |              |              |  |